# SIAC
SIAC (Sistema Integrado de Artillería de Campaña) — испанская 155-мм самодвижущаяся гаубица. Разработана и произведена испанской компанией Santa Bárbara Sistemas, с 2001 года являющейся частью General Dynamics — European Land Systems.

## Описание
Гаубица оснащена дизельным двигателем мощностью 106 л. с., который выступает как вспомогательная силовая установка (ВСУ) и даёт возможность автономного хода со скоростью 18 км/ч.
Длина ствола составляет 52 калибра. Объём зарядной каморы — 23 литра.
Изготовление и сборка осуществляется на производственных мощностях Трубийской оружейной фабрики в Астурии, являющейся подразделением компании Santa Bárbara Sistemas, кроме стволов, поставляемых Рейнметаллом. Однако стволы были разработаны на ТОФ.

## Варианты
- Santa Bárbara Sistemas 155/52 APU-SIAC — вариант для СВ Испании. Произведено 66 единиц. Каждая из гаубиц оснащена радиостанцией PR4G и переговорным устройством ROVIS.[3]
- Santa Bárbara Sistemas 155/52 APU (V07) — гаубицы, полученные посредством модернизации версии V06. 4 орудия новой постройки, ещё 12 модернизированы. Находятся на вооружении Береговой артиллерии (исп. Grupo de Artillería de Costa (GACTA)). Этот вариант имеет ряд конструктивных отличий от полевой версии. В ней иное программное обеспечение, позволяющее стрелять по подвижной цели. Береговая артиллерия с Противокорабельной ракетной группой (исп. Grupo de Misiles Antibuque) составляет единую систему обороны побережья Испании.[4]
- Santa Bárbara Sistemas 155/52 APU-SBT — версия для колумбийской армии. Приобретены 15 единиц на сумму 13,5 млн евро.[5][6]

## Галерея
- Самодвижущаяся гаубица SIAC СВ Испании на учениях Dynamic Front 21 в Турции. 16 сентября 2021 года.